# المحجر (ريمة)
المحجر هي إحدى قرى مديرية كسمة بمحافظة ريمة اليمنية، بلغ تعداد سكانها 1825 نسمة حسب الإحصاء الذي جرى عام 2004.